# Brissogne
Brissogne est une commune italienne alpine de la région Vallée d'Aoste.

## Géographie
Au sud du chef-lieu s'étend le vallon des Laures.

Localisation de la commune de Brissogne à l'intérieur de la Vallée d'Aoste.

## Événements
- Fête de l'ombre, le 11 août, pour célébrer le fait que le territoire communal est privé de l'ensoleillement pendant la plupart de l'hiver en raison de sa position à l'envers.

## Sport
Dans cette commune se pratiquent le tsan et le palet, deux des sports traditionnels valdôtains. La section de Brissogne se dénomme Brisma par le fait de regrouper la commune limitrophe de Saint-Marcel.

## Monuments et lieux d'intérêt
- La prison régionale (localité Les Îles) ;
- La décharge (localité L'Île blonde) régionale ;
- Le siège de la FENT, la Fédération des sports de notre terre (en patois valdôtain, Fédérachon Esports de Nohtra Téra), pour les sports traditionnels valdôtains ;
- La réserve naturelle des Îles ;
- Les ruines du château de Brissogne.

## Galerie de photos

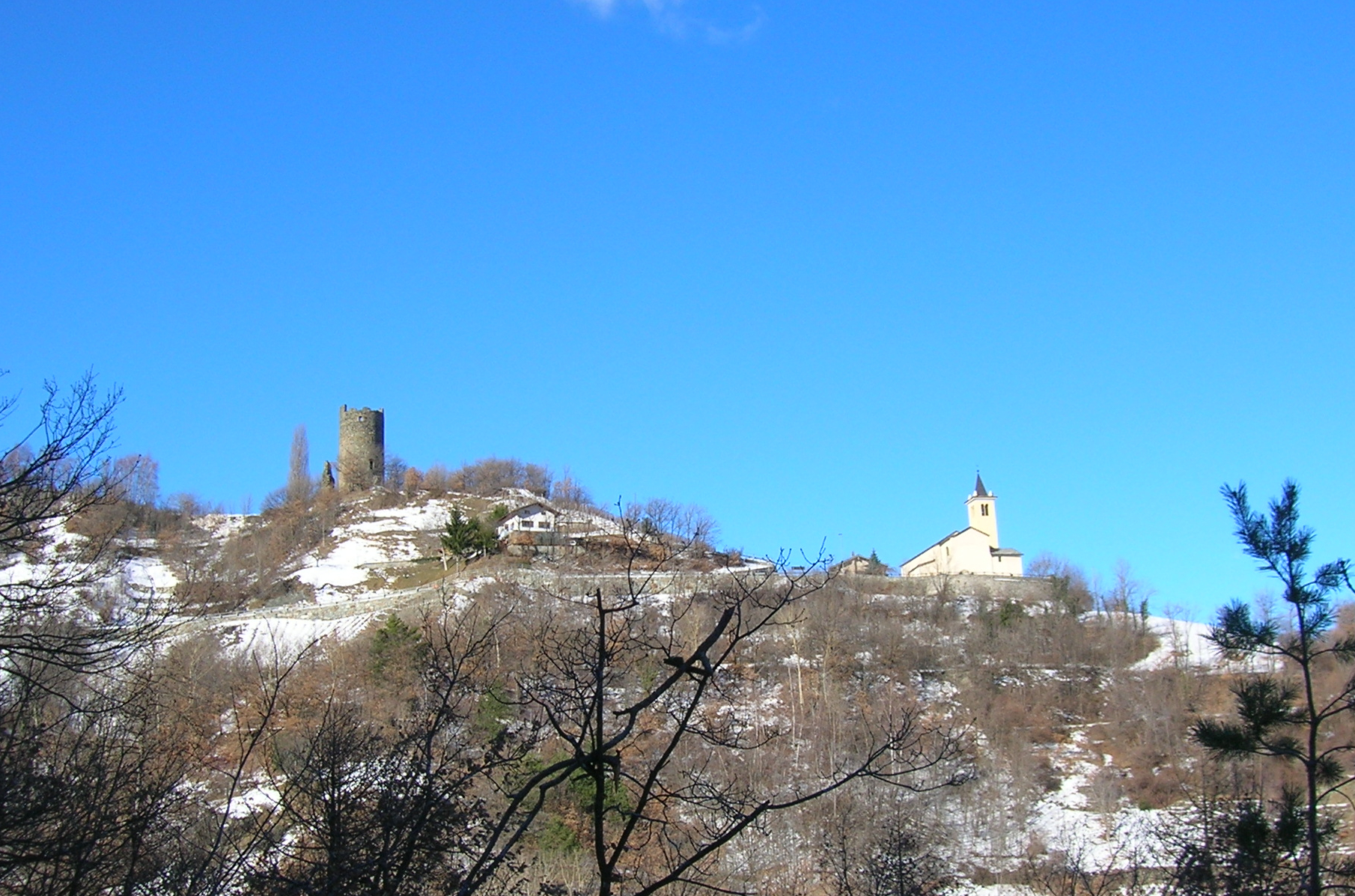
L'église paroissiale Sainte-Catherine à Primaz (chef-lieu) et le château de Brissogne.
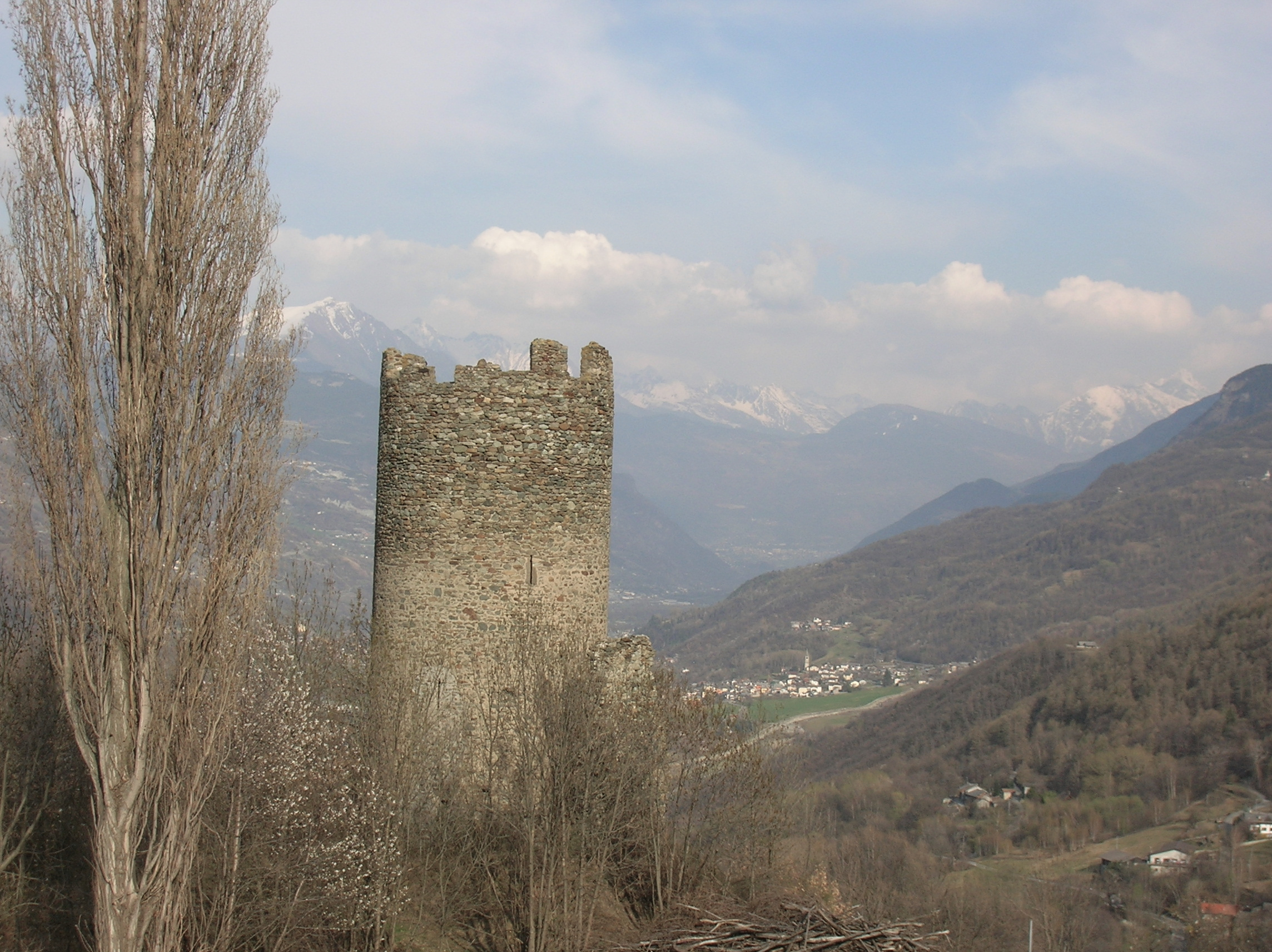
Le château de Brissogne.
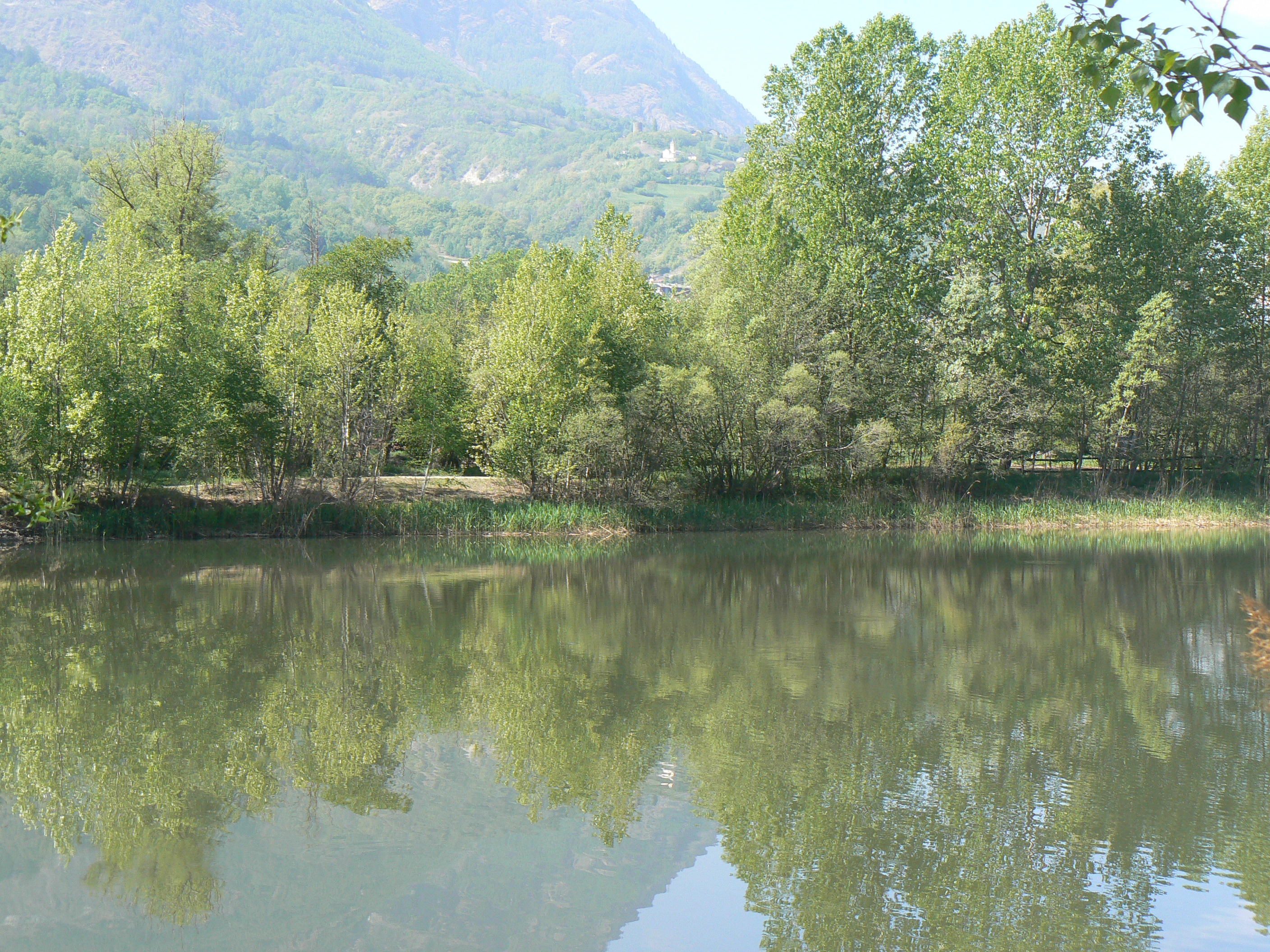
La zone humide des Îles de Brissogne.
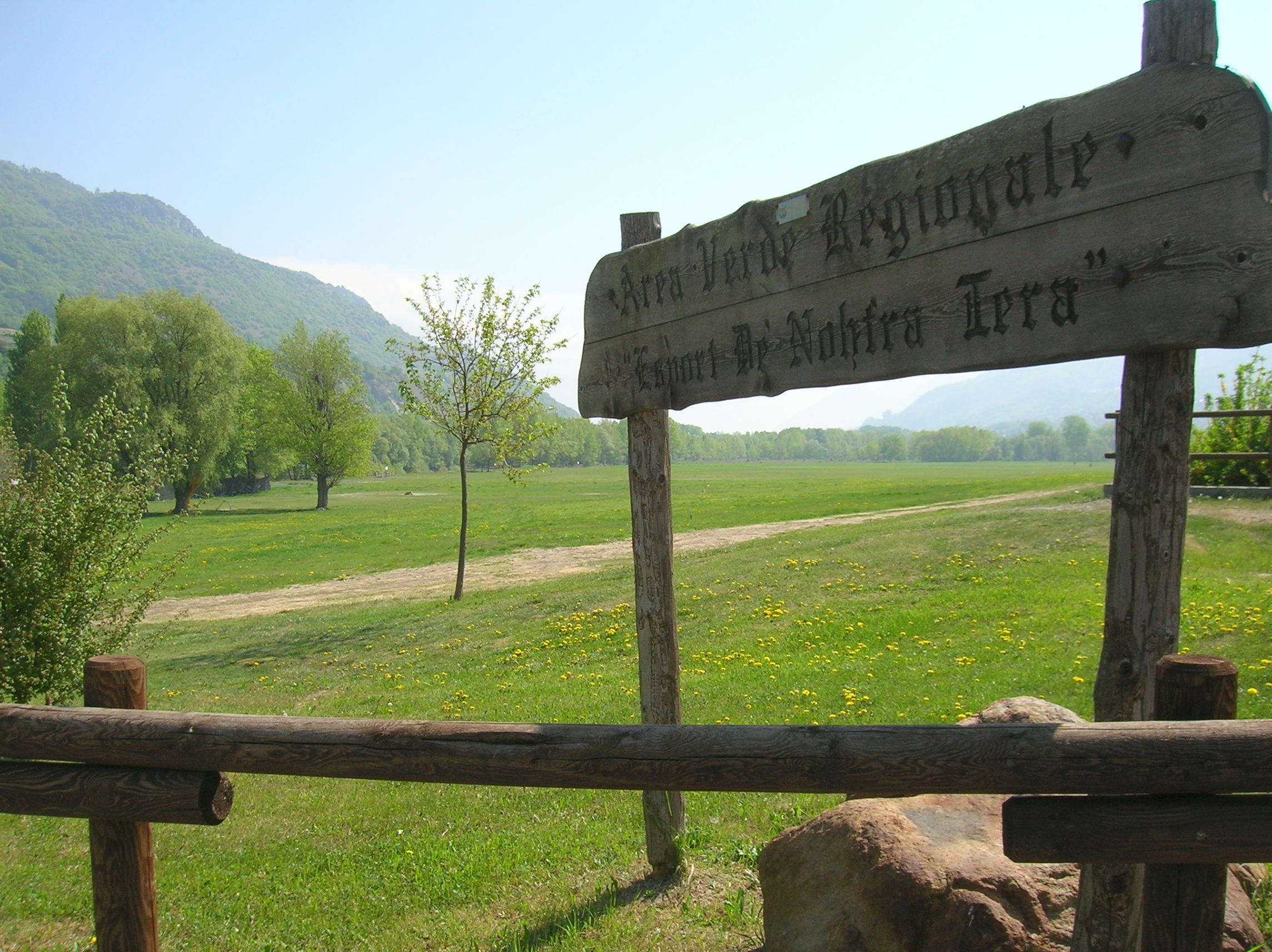
L'aire des « Esports de nohtra téra » (Sports traditionnels valdôtains).
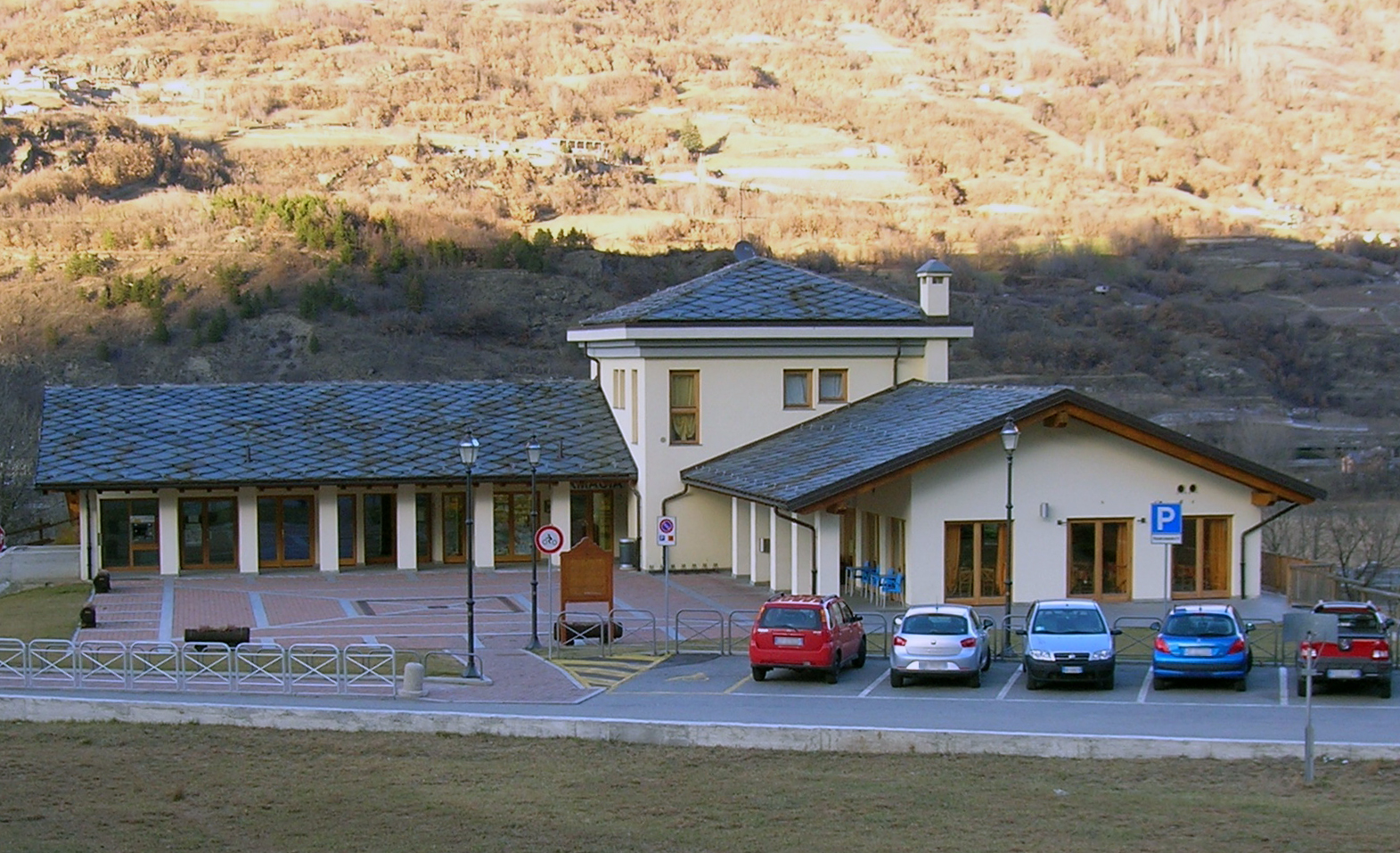
Le centre polyvalent de Pâcou, où siège entre autres la bibliothèque communale.
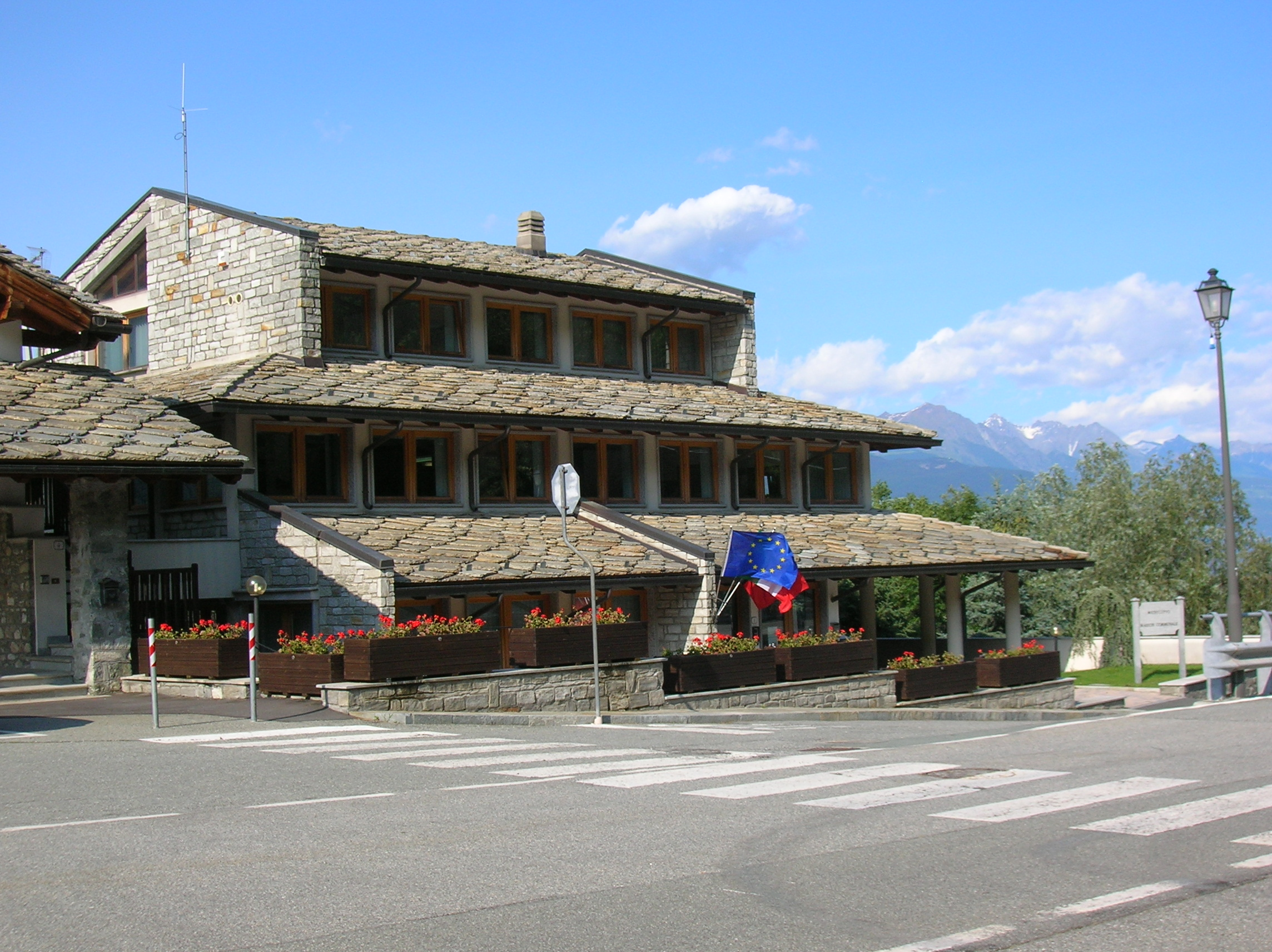
La maison communale à Primaz.

## Administration
| Période                                  | Période     | Identité        | Étiquette     | Qualité |
| ---------------------------------------- | ----------- | --------------- | ------------- | ------- |
| 9 mai 2005                               | 24 mai 2010 | Italo Cerise    |               | Syndic  |
| 24 mai 2010                              | En cours    | Bruno Ménabréaz | Liste civique | Syndic  |
| Les données manquantes sont à compléter. |             |                 |               |         |

### Hameaux
Ayettes, Bondinaz, Bruchet, Chaney, Chésalet, Cheyssan, Chez-les-Volget, Établoz, Fassoulaz, Grand-Brissogne, Grand-Fauve, Grange, L'Île-Blonde, Les Îles, La Lovatère, Luin, Neyran, Neyran-Dessous, Neyran-Dessus, Pâcou, Pallu-Dessous, Pallu-Dessus, Pallu-du-Milieu, Passerin, Le Petit-Banc, Le Petit-Pollein, Le Pouyet, Primaz (chef-lieu), Truchet, Vaud.

### Communes limitrophes
Charvensod, Cogne, Pollein, Quart, Saint-Marcel